# Narciso Sicars y Salvadó
Narciso Sicars y Salvadó (f. Barcelona, 1918),  I marqués de San Antonio, Doctor en Derecho y en Filosofía y Letras por la Universidad de Barcelona; escritor y traductor; publicista.

## Biografía
Adaptó al catalán obras de teatro francesas, como «¡Por!», del dramaturgo Felix Duquesnel, estrenada en el Teatro Principal de Barcelona en 1907; y «Fugir del foch…», estrenada en el Teatro Principal de Barcelona en 1908.
Miembro del Consejo de Administración de la Caja de Barcelona.
Casó en 1909 con María del Rosario Schwart y Nanot (†1968). Narciso Sicars falleció pocos años después, en 1918. No tuvieron descendencia. Su viuda casó en segundas nupcias con Juan Fort y Galcerán, con quien tuvo dos hijos: Juan (casado con Monique Fonthier Brasseur) y Enrique (casado con María Luisa Rocamora Llusá).
Narciso Sicars y Salvadó, de ideología tradicionalista, era hijo y nieto de destacados carlistas:
Su padre era Emilio Sicars y de Palau (1841-1913), político de filiación carlista, fue diputado a Cortes en el período 1871-1872 por la circunscripción de Gerona. Candidato carlista en las elecciones generales de 1872 y 1891 por Gerona. Senador del Reino entre 1907-1910 por la circunscripción de Barcelona en la candidatura de Solidaridad Catalana.
Su abuelo era Narciso Sicars y Lligoña (1801-1877), alcalde de Gerona en 1841, y diputado a Cortes por Gerona en dos ocasiones: en 1840 y en el período 1844-1846. Doctor en Derecho por la Universidad de Huesca. Presidente de la Sala de los juzgados de la provincia de Gerona.

## Obras
- Sicars y Salvadó, Narciso. (1900), La Escuela Neutra Oficial ante el Derecho Natural y el Derecho Público, Librería y tipografía católica, Barcelona.
- Sicars y Salvadó, Narciso. (1902), El Suicidio jurídicamente considerado, Imprenta Barcelonesa, Barcelona.
- Sicars y Salvadó, Narciso. (1906), Don Manuel Tamayo Bans: Estudio crítico-biográfico, Librería y tipografía católica, Barcelona.
- Sicars y Salvadó, Narciso. (1908), ¡Por!: comedia en un acte (en catalán), Bartomeu Baxarias, Barcelona.
- Sicars y Salvadó, Narciso. (1909), Misión del periodista católico en nuestros días, Librería y tipografía católica, Barcelona.
- Sicars y Salvadó, Narciso. (1917), La Delincuencia en los niños: sus causas y sus remedios, Imprenta de la Casa de la Caridad, Barcelona.
- Traducción al español de: F. Juan Charruau S.J.,  A las jóvenes. Camino del matrimonio.

## Distinciones
- Marqués de San Antonio por concesión del 11 de octubre de 1905 por el Papa San Pio X, siendo autorizado su uso España por Real Autorización de fecha 24 de agosto de 1914 concedida por el rey AlfonsoXIII.[12]
- Caballero de la Orden de San Silvestre (instituida por Carlos I de Anjou en 1266 y restaurada por el Papa Gregorio XVI en 1841), nombrado por el Papa San Pío X en 1909.[13]
- Diploma honorífico y medalla de plata de la Sociedad Económica de Amigos del País, 1909.[14]
- Miembro de la Real Academia Sevillana de Buenas Letras, 1910.[15]
- Miembro de la Academia de Ciencias Morales y Políticas, 1917.[16]